# Stylidium validum
Stylidium validum är en tvåhjärtbladig växtart som beskrevs av Wege. Stylidium validum ingår i släktet Stylidium och familjen Stylidiaceae. Inga underarter finns listade i Catalogue of Life.